# Доллі Пентріт
Доллі (Дороті) Пентріт (хрещена 1692— грудень 1777) — мешканка Великої Британії, торговка рибою, яку деякі історики називають останньою людиною, для якої корнська мова була рідною. 
Про її життя відомо дуже мало, точна дата народження не встановлена. Вважають, що вона була другою з шести дітей рибалки Ніколаса Пентріта і його другої дружини, Джон Пентріт. Проживала в селі Паул, поруч з Маусхоллом (графство Корнуол). За її власними словами, до 20-річного віку вона не знала жодного слова англійською. В літньому віці вона розповідала, як дитиною продавала рибу в Пензансі, закликаючи покупців корнською. Водночас її розуміли всі тутешні, включаючи дворянство. Вона ніколи не була у шлюбі, але 1729 року народила сина Джона. 
1768 року Доллі Пентріт виявив етнограф і натураліст Дейнс Баррінгтон, який шукав людей, що ще пам'ятали корнську мову. За його спогадами, їй на момент зустрічі з ним було приблизно 82 роки, вона жила завдяки торгівлі рибою й могла вільно розмовляти корнською. 1775 року він опублікував статтю про неї в журналі Антикварного товариства Archaeologia. Пʼять років потому Пентріт була ще живою й жила завдяки допомозі парафіян, а також частково завдяки ворожінневі й внескам тих, хто платив їй, щоб послухати корнійське мовлення. Завдяки статті вона стала знаменитою в останні роки життя, було написано як мінімум два її портрети. 
Доллі Пентріт стала героїнею безлічі англійських легенд. Зокрема, вона стала популярною через велику кількість корнських лайок, якими обсипала людей, коли сердилася; вважали, що вона могла накласти на людину прокляття, коли кричала kronnekyn hager du (укр. «Потворна чорна жаба»), і що взагалі була відьмою. Вона також була відома завдяки своєму негативному ставленневі до англійської мови, а її останніми словами перед смертю, згідно з легендою, були Me ne vidn cewsel Sawznek! (укр. «Я не хочу говорити по-англійськи!»).  
1860 року на її могилі встановили пам'ятник. 
Попри те, що після її смерті її стали вважати останньою людиною, яка розмовляла корнською, згодом з'явились переконливі докази того, що люди, які знали на якомусь рівні цю мову, мешкали у Великій Британії й значно пізніше. 